# Campylobacter
Campylobacter is een geslacht van gram-negatieve bacteriën dat behoort tot de veroorzakers van de meest voorkomende zoönosen. De bacterie heeft als typische vorm een spiraalvormig, dun, 1,5 tot 5 µm groot staafje. De bacterie komt voor bij pluimvee, vogels, jonge honden, katten, varkens, runderen, knaagdieren, schapen, geiten, en vliegen. 
Bij veel dieren is Campylobacter een normale darmbacterie. Ook komt de bacterie voor in ondiep grondwater en oppervlaktewater. Zowel in België als in Nederland worden per jaar ruim 100.000 mensen besmet, waarvan er 600 in het ziekenhuis belanden. Enkele tientallen mensen, waarvan vooral ouderen, overlijden per jaar.
Besmetting van de mens treedt op via besmet voedsel (voedselinfectie), water en door contact met dieren en uitwerpselen van besmette mensen en uit zich in acute, waterige en soms bloederige diarree met heftige buikkrampen en koorts. Vooral kinderen van 1 tot 4 jaar hebben een verhoogde kans op besmetting.
Therapie bij gastro-enteritis veroorzaakt door Campylobacter bestaat uit het bestrijden van vocht- en mineralenverlies. Bij tevoren gezonde patiënten zijn antibiotica niet aangewezen, omdat er nauwelijks invloed is op de duur van de symptomen.
Antibiotica zijn geïndiceerd bij de volgende groepen: 
- ernstig uitgedroogde patiënten;
- patiënten met infecties van de bloedbaan;
- patiënten met hoge koorts en bloederige diarree;
- patiënten met meer dan één week gastro-intestinale klachten;
- patiënten met een verhoogd risico op complicaties.

Het percentage humane isolaten dat resistent is tegen chinolonen (bijvoorbeeld ciprofloxacine) schommelt al enkele jaren tussen 15 en 30%. (Pelt04) In Nederland worden gastro-intestinale infecties met Campylobacter daarom behandeld met een macrolide zoals claritromycine of azithromycine.  

## Soorten
- C. coli
- C. concisus
- C. jejuni
- C. rectus